# Castelo de Biar

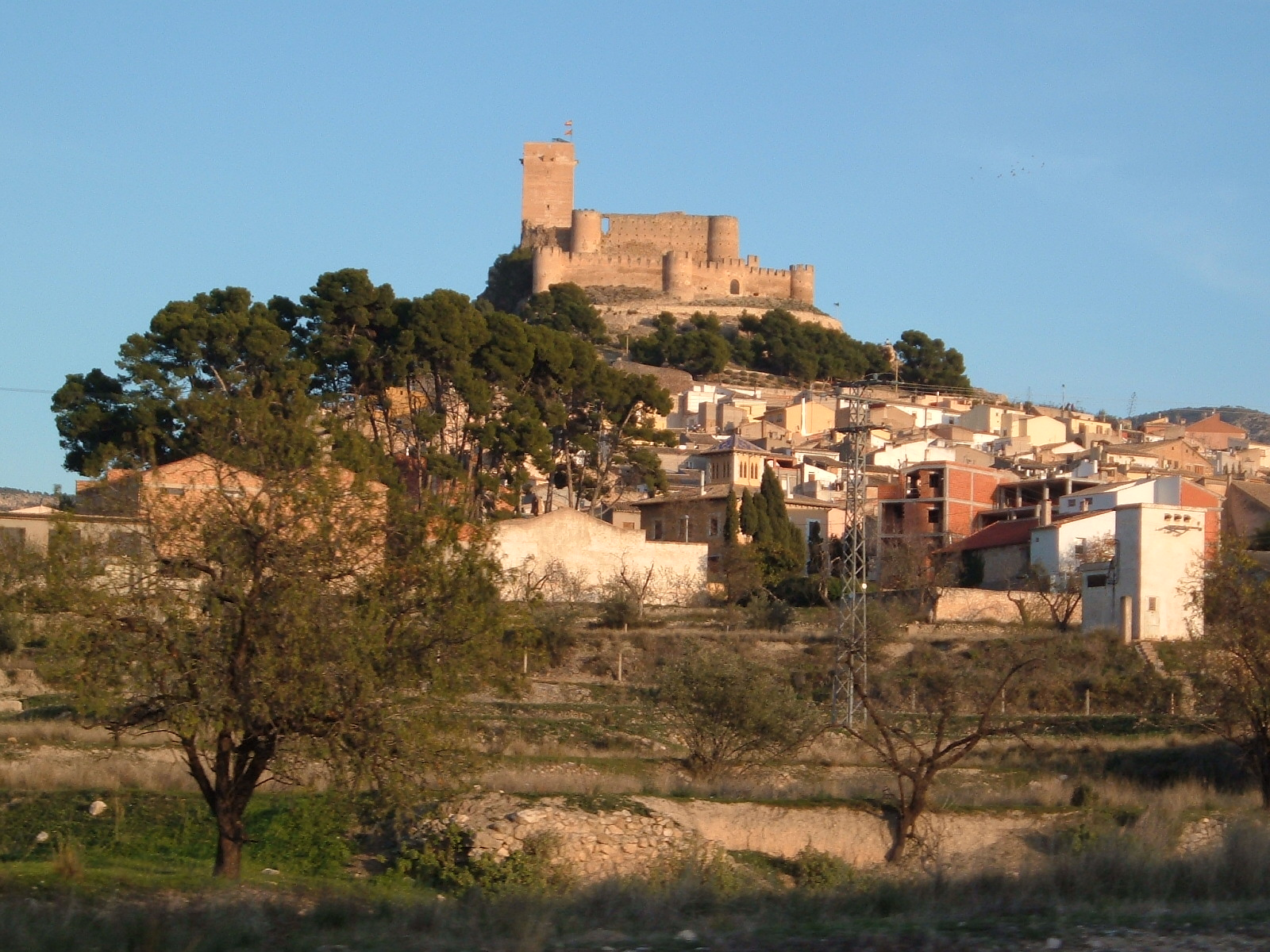
Castelo de Biar, Espanha.

O Castelo de Biar localiza-se no termo do município de Biar, na província de Alicante, na comunidade autónoma da Comunidade Valenciana, na Espanha.
Ergue-se no alto de um monte rochoso, em posição dominante sobre a povoação.

## História
No contexto da dominação muçulmana da península, existem informações sobre esta fortificação, embora sejam muito escassas. Ela só adquiriu relevância no contexto da Reconquista cristã da região, sob o reinado de Jaime I de Aragão.
Actualmente, encontra-se restaurado.

## Características
O conjunto é composto por dois recintos em aparelho de pedra solta. O inferior, de planta quadrangular, com torres de planta semicircular nos seus vértices; o superior, com quatro estructuras cúbicas, dominado pela torre de menagem. As muralhas são rematadas por ameias com seteiras.
A torre de menagem, de planta quadrangular, remonta ao século XII. Em taipa, ergue-se a uma altura de 17 metros e divide-se internamente em três pavimentos. O inferior é recoberto por abóbada de canhão; os demais por abóbada nervurada, de marcada característica hispano-muçulmana.